# Aphanistes carinifrons
Aphanistes carinifrons là một loài tò vò trong họ Ichneumonidae.